# SkiFree
SkiFree是一个电脑游戏，Chris Pirih于1991年创作，当时他工作在Microsoft。游戏目标简单：飞下斜坡，略过障碍。

## 历史
Pirih因为个人兴趣编写的SkiFree（使用C语言），被Microsoft Entertainment Pack包含在内。
结果这个游戏成为了Best of Windows Entertainment Pack还被移植到了Macintosh。在The Best of Entertainment Pack中，Skifree也是一个特殊的游戏，它在2001年于Game Boy Color发布。
在1993年，Pirih開始了製作遊戲的第二個版本，但是由於作者遺失了遊戲的原始碼而放棄了開發。
2005年4月4日，Pirih重制了32位元版本的Skifree，並释放在个人网站里免費下載。但因为和微软的协议，不能释放源代码。
SkiFree开始时运行在16位元Windows上，32位版本则可以广泛的被wine和64位元windows使用，而Windows XP可以设置为兼容16位元Windows程序。

## 雪怪
在2000m時就會出現，會把遊戲角色吃掉。